# 馬里亞諾·安杜哈爾
馬里亞諾·安杜哈爾（西班牙語：Mariano Andújar；1983年7月30日—）是一位阿根廷足球運動員，在場上的位置是守門員。他也代表阿根廷國家足球隊參賽。

## 外部連結
- Argentine Primera statistics （西班牙語）
- 馬里亞諾·安杜哈爾在ESPN FC中的档案
- Football-Lineups （页面存档备份，存于）
- Calcio Catania news article，存档于（存檔日期 2014-07-14）
- 馬里亞諾·安杜哈爾 – FIFA國際賽競賽紀錄 (存檔)
- 馬里亞諾·安杜哈爾在 National-Football-Teams.com 上的出场纪录